# Ladislav Benýšek
Ladislav Benýšek (né le 24 mars 1975 à Olomouc en Tchécoslovaquie aujourd'hui ville de République tchèque), est un joueur professionnel tchèque de hockey sur glace évoluant au poste de défenseur.

## Biographie

### Carrière en club
Il commence sa carrière dans le club de sa ville natale, le HC Olomouc et rejoint le championnat sénior pour trois matchs en 1992-93. Il y reste deux saisons avant de participer au repêchage d'entrée dans la Ligue nationale de hockey de 1994 et être choisi au onzième tour (226e joueur choisi) par les Oilers d'Edmonton. Malgré ce choix éloigné, il rejoint tout de même l'Amérique du Nord dès la saison suivante. Il joue alors dans la Ligue américaine de hockey pour les Oilers du Cap-Breton, équipe affiliée à la franchise d'Edmonton.
Il retourne la saison 1995-1996 avec Olomouc puis deux saisons plus tard et avant la fin de la saison, il signe pour le club de la capitale du HC Sparta Praha.Il joue encore un peu de temps dans son pays mais au début de la saison 1997-1998, il fait ses premiers matchs dans la LNH avec les Oilers. Il jouera la majorité de la saison avec les Bulldogs de Hamilton, nouvelle affiliation dans la LAH pour les Oilers. Ne parvenant pas à se faire une place dans l'équipe de LNH, il fait une nouvelle pige de deux saisons avec le Sparta. Il est alors sacré champion en 1999-2000 et le 23 juin, il est réclamé lors du repêchage d'expansion de la LNH alors  qu'il n'appartenait plus aux Oilers mais aux Mighty Ducks d'Anaheim.
Il rejoint alors la nouvelle franchise de la LNH, le Wild du Minnesota pour trois saisons mais lors de la saison 2002-2003, il est une nouvelle fois affectée à l'équipe de la LAH. Il décide donc de quitter l'Amérique du Nord à la fin de la saison et découvre un nouveau championnat en signant en Finlande pour l'HIFK qui évolue alors dans la SM-liiga. En 2006-2007, de retour avec Prague, il remporte une nouvelle fois le titre de champion et lors de l'été qui suit, il rejoint le club français des Dragons de Rouen.
Il aide alors son équipe à remporter la coupe de la Ligue 2007-2008. Après avoir fini là la première place de la saison régulière, les Dragons accèdent à la finale des séries qu'ils remportent en trois matches contre Briançon.

### Carrière internationale
Il a également participé avec l'équipe nationale à trois championnats du monde : en 1997, 1999 et 2000 dont deux médailles d'or en 1999 et 2000 et une médaille de bronze en 1997.

## Statistiques

### Statistiques en club
| Saison     | Équipe               | Ligue          |     | Saison régulière | Saison régulière | Saison régulière | Saison régulière | Saison régulière |   | Séries éliminatoires | Séries éliminatoires | Séries éliminatoires | Séries éliminatoires | Séries éliminatoires |
| Saison     | Équipe               | Ligue          | PJ  | B                | A                | Pts              | Pun              | PJ               | B | A                    | Pts                  | Pun                  |                      |                      |
| 1992-1993  | HC Olomouc           | Extraliga      | 3   | 0                | 0                | 0                | 0                |                  |   |                      |                      |                      |                      |                      |
| 1993-1994  | HC Olomouc           | Extraliga      |     |                  |                  |                  |                  |                  |   |                      |                      |                      |                      |                      |
| 1994-1995  | Oilers du Cap-Breton | LAH            | 58  | 2                | 7                | 9                | 54               |                  |   |                      |                      |                      |                      |                      |
| 1995-1996  | HC Olomouc           | Extraliga      | 33  | 2                | 4                | 6                | 12               | 4                | 0 | 0                    | 0                    | 8                    |                      |                      |
| 1996-1997  | HC Olomouc           | Extraliga      | 14  | 0                | 1                | 1                | 8                |                  |   |                      |                      |                      |                      |                      |
| 1996-1997  | HC Sparta Prague     | Extraliga      | 36  | 5                | 5                | 10               | 28               | 5                | 0 | 1                    | 1                    | 2                    |                      |                      |
| 1997-1998  | Bulldogs de Hamilton | LAH            | 53  | 2                | 14               | 16               | 29               | 9                | 1 | 1                    | 2                    | 2                    |                      |                      |
| 1997-1998  | Oilers d'Edmonton    | LNH            | 2   | 0                | 0                | 0                | 0                |                  |   |                      |                      |                      |                      |                      |
| 1997-1998  | HC Sparta Prague     | Extraliga      | 1   | 0                | 0                | 0                | 0                |                  |   |                      |                      |                      |                      |                      |
| 1998-1999  | HC Sparta Prague     | Extraliga      | 52  | 8                | 11               | 19               | 47               | 8                | 0 | 1                    | 1                    | 0                    |                      |                      |
| 1999-2000  | HC Sparta Prague     | Extraliga      | 51  | 1                | 5                | 6                | 45               |                  |   |                      |                      |                      |                      |                      |
| 2000-2001  | Wild du Minnesota    | LNH            | 71  | 2                | 5                | 7                | 38               |                  |   |                      |                      |                      |                      |                      |
| 2001-2002  | Wild du Minnesota    | LNH            | 74  | 1                | 7                | 8                | 28               |                  |   |                      |                      |                      |                      |                      |
| 2002-2003  | Wild du Minnesota    | LNH            | 14  | 0                | 0                | 0                | 8                |                  |   |                      |                      |                      |                      |                      |
| 2002-2003  | Aeros de Houston     | LAH            | 39  | 0                | 4                | 4                | 23               | 18               | 0 | 3                    | 3                    | 6                    |                      |                      |
| 2003-2004  | HIFK                 | SM-Liiga       | 39  | 2                | 1                | 3                | 14               | 13               | 0 | 0                    | 0                    | 2                    |                      |                      |
| 2004-2005  | HIFK                 | SM-Liiga       | 8   | 0                | 0                | 0                | 6                |                  |   |                      |                      |                      |                      |                      |
| 2004-2005  | Leksands IF          | Allsvenskan    | 16  | 1                | 0                | 1                | 35               |                  |   |                      |                      |                      |                      |                      |
| 2005-2006  | HIFK                 | SM-Liiga       | 6   | 0                | 2                | 2                | 0                |                  |   |                      |                      |                      |                      |                      |
| 2005-2006  | Leksands IF          | Elitserien     | 38  | 1                | 1                | 2                | 42               | 8                | 0 | 2                    | 2                    | 6                    |                      |                      |
| 2006-2007  | HC Sparta Prague     | Extraliga      | 41  | 0                | 1                | 1                | 32               | 16               | 1 | 0                    | 1                    | 6                    |                      |                      |
| 2007-2008  | Rouen                | Ligue Magnus   | 26  | 2                | 18               | 20               | 30               | 9                | 0 | 1                    | 1                    | 4                    |                      |                      |
| 2008-2009  | Totempo HVIK         | AL-Bank ligaen | 35  | 1                | 8                | 9                | 60               |                  |   |                      |                      |                      |                      |                      |
| 2009-2010  | HC Fassa             | Serie A        | 34  | 2                | 3                | 5                | 24               | 6                | 0 | 0                    | 0                    | 4                    |                      |                      |
| 2010-2011  | HC Asiago            | Serie A        | 28  | 1                | 4                | 5                | 41               | 17               | 1 | 1                    | 2                    | 4                    |                      |                      |
| 2011-2012  | SV Caldaro           | Serie A2       | 17  | 4                | 2                | 6                | 14               | -                | - | -                    | -                    | -                    |                      |                      |
| 2011-2012  | HC Valpellice        | Serie A        | 10  | 1                | 3                | 4                | 2                | 5                | 0 | 0                    | 0                    | 0                    |                      |                      |
| 2012-2013  | Braehead Clan        | EIHL           | 10  | 0                | 0                | 0                | 0                | -                | - | -                    | -                    | -                    |                      |                      |
| Totaux LNH | Totaux LNH           | Totaux LNH     | 161 | 3                | 12               | 15               | 74               |                  |   |                      |                      |                      |                      |                      |

### Statistiques en équipe nationale
| Année | Équipe   | Compétition          |    | PJ | B | A | Pts | Pun                |  | Résultats |
| 1997  | Tchéquie | Championnat du monde | 9  | 0  | 1 | 1 | 6   | Médaille de bronze |  |           |
| 1999  | Tchéquie | Championnat du monde | 12 | 0  | 0 | 0 | 0   | Médaille d'or      |  |           |
| 2000  | Tchéquie | Championnat du monde | 9  | 1  | 0 | 1 | 2   | Médaille d'or      |  |           |